# Vaccinium eberhardtii
Vaccinium eberhardtii är en ljungväxtart som beskrevs av Paul Louis Amans Dop. Vaccinium eberhardtii ingår i Blåbärssläktet, och familjen ljungväxter. Inga underarter finns listade i Catalogue of Life.